# На окраине города
«На окраине города» (англ. Edge of the City), встречается вариант перевода «Городская окраина» —
нуарная драма режиссёра Мартина Ритта, которая вышла на экраны в 1957 году.
Действие картины происходит на грузовой станции нью-йоркского порта. Фильм рассказывает о дружбе чернокожего бригадира грузчиков Томми Тайлера (Сидни Пуатье) с белым дезертиром Акселем Нордманном (Джон Кассаветис), который устраивается на станцию на работу. Когда Акселя пытается шантажировать один из полукриминальных бригадиров, узнавших о его прошлом (Джек Уорден), Томми становится на его защиту, жертвуя в результате собственной жизнью. После некоторых сомнений, связанных с угрозой получить большой тюремный срок за дезертирство, Аксель всё-таки решается сообщить полиции имя убийцы.
На момент выхода на экраны фильм был необычен своим изображением межрасовой дружбы. Наряду с картинами «Пинки» (1949), «Выхода нет» (1950) и «Колодец» (1951) это один из первых фильмов, показывающих не только расовую ненависть, но и возможность равноправных отношений белого и чернокожего населения.
Многие критики обращали внимание на то, что фильм имеет моменты сходства с чрезвычайно популярной картиной Элии Казана «В порту» (1954). В целом сценарий и режиссёрская работа были удостоены высокой оценки, также как и игра большинства актёров.
Это дебютный фильм Мартина Ритта в качестве режиссёра.

## Сюжет
Однажды поздно вечером молодой человек Аксель Норт (Джон Кассаветис) в поисках работы заходит на грузовую железнодорожную станцию в портовой зоне Манхэттена. Аксель спрашивает у ночного сторожа, где можно найти Чальза Малика (Джек Уорден), однако тот предлагает ему прийти на станцию на следующий день утром. Из телефона-автомата Аксель звонит домой в город Гэри, Индиана, однако так и не решается заговорить ни с матерью (Рут Уайт), ни с отцом (Роберт Ф. Саймон). После этого прямо во дворе станции Аксель устраивается на ночлег.
На следующее утро его будит Томми Тайлер (Сидни Пуатье), весёлый и добрый чёрный парень, который возглавляет в депо бригаду грузчиков. Между Акселем и Томми сразу же складываются дружеские отношения. Через отдел кадров Аксель находит Малика, который сразу же берёт парня в свою бригаду, так как он прибыл по рекомендации некого общего знакомого. Малик сразу же объявляет Акселю, что тот должен будет выплачивать ему долю из своего заработка за то, что тот дал ему работу. Малику не нравится, что Аксель завёл дружбу с чёрным парнем, и он прямо требует, чтобы Аксель держался подальше от Томми. После работы Томми предлагает подвезти Акселя и помочь ему найти квартиру поблизости от станции. Помня слова Малика, Аксель поначалу отказывается, однако затем, чувствуя добрые намерения Томми, соглашается. На следующий день Томми, зная характер и стиль работы Малика, предлагает Акселю перейти в свою бригаду. Получив его согласие, Томми даёт ему свой крюк грузчика и решает все вопросы с переводом. Малик пытается сопротивляться переводу Акселя, считая его «своим», однако затем начинает целенаправленно задирать Акселя и провоцировать его на конфликт. Сблизившись с Томми, Аксель доверительно сообщает ему, что его настоящее имя Аксель Нордманн и что он родом из Гэри, Индиана. Они вместе идут в бар, где Аксель рассказывает Томми о трагедии, которая произошла в его жизни. Энди, любимый старший брат Акселя, погиб в автокатастрофе, когда за рулём машины находился 17-летний Аксель. Их отец, который работал полицейским и придерживался очень строгих правил, заключил, что Аксель виновен в убийстве Энди, так как сел за руль без прав и заметно превысил скорость.
Однажды вечером Томми приглашает Акселя на ужин со своей женой Люси (Руби Ди) и их подругой, белой женщиной Эллен Уилсон (Кэтлин Макгуайр), которая работает социальным работником. Люси и Эллен получили хорошее образование, и за столом ведут серьёзную беседу на общественно-политические темы. В разговоре Эллен отчётливо выражает свои убеждения в отношении необходимости добиваться справедливости и равноправия в положении различных этнических и социальных групп населения. Затем они отправляются на танцы в латинский ночной клуб, где Эллен пытается обучить смущающегося Акселя пуэрто-риканским танцам. В клубе к Акселю подходит подвыпивший солдат в форме, утверждая, что они служили вместе. Ничего не говоря, Аксель быстро расплачивается и выходит на улицу. Томми и Люси всячески подталкивают Акселя к тому, чтобы тот начал ухаживать за доброй и отзывчивой Эллен, однако Аксель явно робеет. Видя нерешительность Акселя как в отношениях с Маликом, так и в отношениях с Эллен, Томми делится с Акселем своей жизненной философией, согласно которой не надо преувеличивать свои страхи, а надо вести себя как «человек ростом десять футов».
Однако Малик продолжает преследовать Акселя, шантажируя его тем, что знает нечто о его прошлом. Это явно пугает Акселя, который подчиняется Малику, возвращается в его бригаду и соглашается платить ему дань. Томми искренне пытается выяснить, в чём дело, чтобы помочь другу, однако Аксель замыкается в себе, что приводит к напряжённости в их отношениях. В конце концов, Аксель не выдерживает. Он приходит к Томми и рассказывает ему о том, что произошло с ним после смерти брата. Чувствуя необходимость вернуть уважение своих родителей, Аксель пошёл добровольцем служить в армию. Однако там он попал под начало жестокого сержанта, который постоянно третировал его. Не в силах более выносить такое положение, Аксель дезертировал из армии. С тех пор он уже полгода живёт под фамилией «Норт», опасаясь, что в случае, если его опознают как дезертира, ему грозит до 20 лет тюрьмы. Поэтому Аксель избегает контактов с властями и боится Малика, который знает его подлинное имя. Выслушав Акселя, Томми обещает ему всегда быть на его стороне. После этого Аксель направляется к Эллен, к которой начал испытывать романтические чувства. Он сообщает ей всю правду о своём прошлом, после чего Эллен обещает ему полную поддержку со своей стороны, и они целуются.
На работе Аксель наконец решает дать отпор Малику, и тот набрасывается на Акселя с крюком. Появившийся в этот момент Томми пытается остановить драку. В ответ на это Малик отпускает в его сторону грубое расистское замечание, после чего между ними начинается драка на крюках. В какой-то момент Томми удаётся разоружить Малика и он предлагает остановиться. Однако Малик, снова выхватив крюк, наносит Томми смертельный удар в спину. Томми умирает на руках у Акселя. Прибывший полицейский детектив (Джон Келлогг), допрашивает каждого из грузчиков, однако все отрицают, что что-либо видели. Малик убеждает Акселя, что это был честный бой, и тот также хранит молчание. Детектив понимает, что произошло, однако ввиду отсутствия свидетельских показаний не может никого задержать. Недовольный, он уходит, заявляя грузчикам, что своим молчанием они делают себе только хуже.
Вернувшись домой, Аксель впервые за много лет решается поговорить по телефону с родителями, говоря, что совершил нечто ужасное и хочет вернуться в родной дом. Родители счастливы слышать его голос, и говорят, что готовы принять его таким, каков он есть, что бы с ним не произошло. Затем Аксель навещает Люси, где встречает и Эллен. Люси убеждена в том, что Акселю известно, что произошло, несмотря на то, что у полиции нет никаких официальных версий и она готова трактовать произошедшее как несчастный случай. Люси добивается от Акселя, чтобы тот сказал ей правду, а затем обвиняет его, что он струсил и предал своего друга, не рассказав ничего полиции. Затем Аксель разговаривает с Эллен, которая советует ему «поступить правильно». Аксель возвращается на работу и через отдел кадров вызывает детектива. Затем он направляется к Малику, заявляя ему, что сдаст его полиции. Возмущённый Малик хватает свой крюк и набрасывается на Акселя. Начинается жестокая схватка, в которой Аксель сначала падает под ударами Малика, однако затем встаёт и в конце концов одерживает верх, придушив Малика до бессознательного состояния. Затем под взглядами собравшихся рабочих Аксель тащит Малика за шиворот по железнодорожным путям, чтобы сдать его детективу.

## В ролях
- Джон Кассаветис — Аксель Нордманн
- Сидни Пуатье — Томми Тайлер
- Джек Уорден — Чарли Малик
- Кэтлин Магуайр — Эллен Уилсон
- Руби Ди — Люси Тайлер
- Вэл Эйвери — брат
- Роберт Ф. Саймон — Джордж Нордманн
- Рут Уайт — Кэтрин Нордманн
- Уильям А. Ли — Дэвис
- Джон Келлогг — детектив
- Дэвид Кларк — Уоллес
- Эстель Хэмсли — миссис Прайс

## Создатели фильма и исполнители главных ролей
Фильм «На окраине города» был первым кинопроектом для продюсера Дэвида Сасскинда, сценариста Роберта Алана Артура и режиссёра Мартина Ритта, которые до этого работали только на телевидении и в театре.
По словам историка кино Джеффа Стаффорда, Мартин Ритт ранее был актёром у Элиа Казана в нью-йоркской труппе Group Theatre, а также успешным режиссёром в театре и на телевидении. В 1951 году Ритт попал в голливудский чёрный список за свою былую связь с коммунистами. «Благодаря усилиям бывшего пресс-агента Warner Brothers Дэвида Сасскинда, который позднее стал продюсером, карьера Ритта была возрождена этим фильмом и обозначила начало долгой и удостоенной высокой оценки кинокарьеры». Позднее Ритт был номинирован на «Оскар» за постановку фильма «Хад» (1963) и завоевал БАФТА за фильм «Шпион, пришедший с холода» (1965). К другим наиболее важным картинам Ритта относятся «Долгое жаркое лето» (1958), «Конрак» (1974), «Подставное лицо» (1976) и «Норма Рэй» (1979).
Джон Кассаветис сыграл как актёр в таких признанных фильмах, как «Преступность на улицах» (1956), «Убийцы» (1964), «Грязная дюжина» (1967), которая принесла ему номинацию на «Оскар» и «Ребёнок Розмари» (1968). Впоследствии Кассаветис стал признанным создателем собственных независимых фильмов. Он был удостоен номинации на «Оскар» за лучший сценарий фильма «Лица» (1968) и как лучший режиссёр фильма «Женщина под влиянием» (1974).
Во время работы над этим фильмом Сидни Пуатье, по словам Стаффорда, «находился в шаге от того, чтобы стать большой звездой». Именно во время съёмок фильма Пуатье подписал свой следующий проект — вызвавшую много дискуссий драму о восстании племени Мау-мау в Кении под названием «Нечто ценное» (1957), которую поставил Ричард Брукс. На следующий год Пуатье удостоится номинации на «Оскар» за игру в фильме «Скованные одной цепью» (1958), который поставил Стенли Крамер. Позднее Пуатье получил «Оскар» за картину «Полевые лилии» (1963). К его лучшим фильмам относятся также «Выхода нет» (1950), «Изюм на солнце» (1961), «Клочок синевы» (1965), «Полуночная жара» (1967) и «Угадай, кто придёт к обеду?» (1967).

## История создания фильма
В 1955 году драматург и сценарист Роберт Алан Артур написал пьесу «Человек ростом десять футов» (англ. A Man Is Ten Feet Tall). В том же году по пьесе был поставлен одноимённый телефильм в рамках программы «Телевизионный театр Филко». Режиссёром телепостановки был Роберт Маллиган, а главные роли исполнили Дон Мюррей и Сидни Пуатье. По некоторым сведениям, появление Пуатье в телефильме стало первым случаем, когда чёрный актёр сыграл крупную роль в теледраме. Также сообщалось, что когда пьеса вышла в эфир, компания-спонсор программы компания «Филко» получила от зрителей многочисленные жалобы и угрозы отмены заказов.
В своей автобиографии «Жизнь» Пуатье вспоминал, что прежде чем дать ему эту роль юридический отдел телестудии NBC потребовал, чтобы он подписал заявление, в котором отрёкся был от своих отношений с Полем Робсоном и Канадой Ли, которых юридический отдел охарактеризовал как «опасных людей». В юридическом отделе Пуатье заявили, что если он не опровергнет это и другие обвинения, ставящие под сомнения его лояльность, то он не получит роль. Как отмечает Пуатье, после мучительных раздумий он поставил на карту свою карьеру и отказался подписывать контракт.
Как вспоминал Пуатье, «тогда Артур по собственной инициативе запустил в действие колоссальные творческие силы (продюсеров, сценаристов, режиссёров) с тем чтобы достичь компромисса между телесетью, рекламным агентством и компанией „Филко“ — с одной стороны, а также мной и моим агентом — с другой». В результате достигнутого соглашения Пуатье согласился играть роль в телефильме «Человека ростом десять футов» без необходимости подписания каких-либо отречений от Робсона или Ли.
Как пишет историк кино Джефф Стаффорд, «телепьеса стала личным триумфом для актёра и привела к тому, что Ритт взял его на роль в своём фильме». В итоге Пуатье оказался единственным основным членом изначальной труппы, который сыграл в фильме, так как Дона Мюррея сменил Джон Кассаветис, Мартина Болсама сменил Джек Уорден, Хильду Симмс сменила Руби Ди и режиссёра Роберта Маллигана — Мартин Ритт.
На основе своей телепьесы Роберт Алан Артур написал сценарий, который лёг в основу фильма. Рабочим названием фильма было «Человек ростом десять футов» (англ. A Man Is Ten Feet Tall).
Помимо обеспокоенности острой постановкой социальных и расовых вопросов в фильме Администрация Производственного кодекса была также обеспокоена тем, что персонаж Аксель Нордманн может восприниматься как гомосексуалист. В письме от 16 марта 1956 года на имя продюсера Дэвида Сасскинда, представитель Администрации Джеффри Шарлок обратил внимание на «почти психопатическое отвращение Акселя к женщинам», и попросил, чтобы была вырезана сцена, в которой Аксель демонстрирует довольно необычную реакцию на пару, которая на его глазах обнимается в кинотеатре. Он также попросил Сасскинда убрать эпизод в диалоге, в котором Малик издевается над Акселем и Томми, объявляя своей бригаде, что они поженятся. Обеих сцен нет в окончательном варианте фильма.
Съёмки фильма проходили на натуре в нью-йоркских кварталах Бруклина и Гарлема. Фильм находился в производстве с конца марта по конец мая 1956 года. Премьера фильма состоялась в Лос-Анджелесе 20 марта 1957 года. В широкий прокат фильм вышел 4 января 1957 года.
В обозрении Variety отмечалось, что картина стала «вехой» в истории кино, потому что показала чёрного человека «полностью интегрированным первоклассным гражданином», а не «проблемой». При этом в статье отмечалось, что представление равенства между белыми и чёрными в фильме может вызвать вопрос о том, как подавать фильм на Юге страны в «свете текущего напряжения по поводу интеграции».
Позднее в интервью режиссёр Мартин Ритт вспоминал, что смерть Томми Тайлера едва не вызвала расовые волнения в одном из кинотеатров, где демонстрировался фильм.

## Оценка фильма критикой
По словам Стаффорда, после выхода на экраны фильм «вызвал единодушное восхищение критиков». Так, журнал Variety назвал его «отважным, заставляющим задуматься и суровым фильмом… вехой в истории кино в своём представлении американского негра».
Со своей стороны, рецензент «Нью-Йорк таймс» Босли Краузер, в частности, заметил, что в этом «амбициозном маленьком фильме есть полдюжины моментов, когда вы чувствуете, что автор и режиссёр (не говоря об актёрах) подходят совсем близко к справедливому формулированию сложностей расового братства». В этих нескольких моментах это «острый и ищущий фильм». Однако, по мнению Краузера, «по большей части Роберт Алан Артур и Мартин Ритт позволили своей драме слишком легко вписаться в шаблон и жаргон телевизионного шоу, имитирующего фильм „В порту“». Там, по словам рецензента, «присутствуют все те же составляющие — отягощённый психологическими комплексами, вынужденный молчать герой, его быкующий босс, сражающийся священник (в данном случае, это негр), и даже стеснительная, но отважная девушка (её играет мило и скромно Кэтлин Магуайр)».
Краузер отмечает, что «Ритт снял всю картину лаконично и выразительно в чёрно-белом документальном стиле». В нём также присутствует «сокрушительная, изматывающая драка между героем и с злодеем в финале. Всё это, включая актёрскую игру, сделано хорошо и даже живо для получения экранной драмы с добрыми намерениями о сложностях рабочего класса». Однако «острые углы представлены настолько приглажено, и всё это так аккуратно вписывается в надлежащую форму, что создается впечатление, что фильм создан по образу и подобию памятного образца. Мы думаем, так оно и есть». И, как полагает Краузер, «если вы видели этот образец („В порту“), вы наверняка увидите, что этот фильм не нов, несмотря на всю энергичность актёрской игры в главных ролях».
По мнению современного историка кино Майкла Костелло, эта картина сделана «плотно и хорошо сыграна актёрами, давая срез уличной жизни Нью-Йорка». В центре внимания фильма, как полагает Костелло, находятся «трогательные отношения между Кассаветисом и Пуатье — у фильма необычный и даже спорный для своего времени сценарий, который предполагает, что белый человек с измученной психикой мог научиться самоуважению у сострадательного черного человека». Необычной была также «натуралистическая тональность» фильма. Костелло отмечает превосходную актёрскую игру прежде всего Кассаветиса и Пуатье, а также «Джека Уордена и Руби Ди в роли жены Пуатье, которые также сыграли отлично».
Джефф Стаффорд назвал картину «жёсткой городской драмой», которая снималась в доках порта Нью-Йорка. По мнению критика, главное достоинство фильма звключается в том, что он «рассматривает расовый вопрос, который редко возникал в голливудских фильмах того времени». По словам Майкла Кини, это «жесткий и реалистичный рассказ о коррупции и предрассудках в порту, с выдающейся игрой Кассаветиса и Пуатье в роли друзей, которые бросают вызов расовым барьерам. Уорден чудесен в роли презренного фанатика, который отлично знает, как обращаться с крюком грузчика».